# Res Publica Romana
Res Publica Romana est un jeu de société créé par Richard Berthold, Robert Haines et Don Greenwood en 1990 et édité par jeux Descartes. Il s'agit de la version française du jeu The Republic of Rome édité aux États-Unis par Avalon Hill. Res Publica Romana a été une nouvelle fois réédité en 2011, dans une version améliorée, par Edge Entertainment.
Pour 1 à 6 joueurs, à partir de 14 ans, pour 6 à 8 heures ou plus.

## Principe général
Le jeu recrée les intrigues politiques et les événements de la République romaine de -265 (un an avant le début de la première guerre punique en -264) à -44 (assassinat de Jules César). Les joueurs incarnent chacun une famille politique de sénateurs romains, l'ensemble des joueurs représentant ainsi le Sénat romain, qui dirige la politique de Rome. 
Les événements et les différents personnages influant sur l'histoire romaine (guerres telles que guerres puniques, guerre des Gaules ; personnages tels que Jules César, Scipion l'Africain, Sylla ou les Gracques) sont compris dans un jeu de cartes tirées au fur et à mesure de la partie.

## Règle du jeu

### Matériel
- Un plateau (le "forum") sur lequel sont placés les différents marqueurs et cartes du jeu : revenus de la République, mécontentement de la Plèbe, guerres en cours, sénateurs, légions levées, phases du tour de jeu.
- Un jeu de trois paquets de cartes (un pour la haute république, un pour la moyenne république et un pour la basse république).
- Talents (monnaie romaine).
- Jetons représentant les légions et les flottes levées.
- Marqueurs de fonction (Consul, censeur, dictateur, grand pontife).
- Marqueurs divers (influence, ancien consul, nombre de chevaliers dans la famille politique, général en rébellion, etc.).
- Dés.

### But du jeu
Le but premier de chaque joueur est de devenir le seul maître de Rome et d'installer l'Empire, soit en se faisant élire Consul à Vie, soit en marchant sur Rome avec un général en rébellion. 
Le but second de certains joueurs est aussi parfois, tout simplement, de réussir à mener le jeu à sa fin (c'est-à-dire liquider les trois paquets de cartes, arriver en -44 en résolvant tous les conflits et événements qui se présentent, et ainsi faire de Rome l'empire que l'on connait).

### Déroulement

#### Les périodes historiques
Le jeu se décompose en trois périodes, haute, moyenne et basse République. Pour chaque période, il existe un paquet de cartes différent (avec, évidemment, les hommes d'État et les événements correspondants), et les règles subissent des modifications afin de faire ressortir l'instabilité politique grandissante de Rome (par ex, les légions sont de plus en plus sensibles à suivre les rebelles). Les conflits extérieurs deviennent moins importants, incitant ainsi les joueurs à profiter de la nouvelle prospérité (exploitation des provinces conquises et des charges qui en découlent : proconsul, gérant des importations). 
On change de période historique quand tout le paquet de cartes de la précédente a été tiré.

#### Le tour de jeu
En dehors des périodes historiques, le jeu se joue selon un système de tours de jeu composés de plusieurs phases, pendant lesquelles les joueurs agissent les uns après les autres, ou simultanément.
Il reproduit le déroulement d'une année de la vie politique romaine.

##### Phase de mortalité
Durant cette phase, on détermine aléatoirement (en tirant un marqueur portant le numéro d'un sénateur) si un sénateur est mort naturellement.

##### Phase de revenus
Cette phase permet, dans un premier temps, la collecte les impôts revenant à Rome. 
Dans un deuxième temps, chaque joueur perçoit les revenus issus de son rôle de Sénateur ou d’éventuelles concessions & charges que lui a octroyées la République (gérant des blés siciliens, grand pontife, proconsul, ...). 
Pendant cette phase, chaque joueur doit s'occuper des provinces dont il a la charge. Il détermine les revenus collectés par Rome, ses revenus propres (s’il décide de procéder à des détournements de fonds publics). Il détermine également les impôts locaux servant à lever des milices et des flottilles, dans le but de défendre la province. Ensuite chaque propréteur de province peut tenter de mettre en valeur sa province (développement des infrastructures et de l'économie de la province). Cela lui est facilité s’il n'a pas effectué de détournements.
Les joueurs répartissent ensuite leurs fonds entre les caisses personnelles des Sénateurs et la Caisse du Parti. 
La Caisse du Parti est la seule ressource qu’un joueur conservera pendant tout le jeu (surtout si le personnage meurt, ce qui arrive souvent). Cependant, ses possibilités d’utilisation sont réduites, et la plupart des frais engagés par le joueur le sont sur ses deniers personnels et non sur ceux du Parti.

##### Phase de Forum
Les joueurs tirent chacun leur tour une carte d’histoire ou un événement. En fonction de celle-ci, elle est soit placée sur le plateau de jeu (nouveau sénateur non affilié placé dans les cases "forum", nouveau conflit placé dans une des trois cases "conflits") ou conservée dans la main du joueur (hommes d'État, machination, charges et concessions).
Ils peuvent ensuite attirer les chevaliers (la bourgeoisie), des sénateurs nouveaux ou ceux des autres joueurs dans leur parti. Le résultat de leur tentative est déterminé par un jet de dé auquel on soustrait la loyauté du sénateur à influencer et on ajoute l'influence et l'éloquence du sénateur qui fait la tentative d'influence.
Cette phase est aussi celle où l’on peut organiser des jeux du cirque, courses de char ou combat de gladiateurs (à ses frais...) qui permettent d'augmenter le moral de la plèbe, mais aussi -et surtout- d’accroître la popularité de l’organisateur. On peut aussi faire des donations au trésor de Rome, ce qui permet de renflouer les caisses de l'État et rapporte des points d'influence au donateur.

##### Phase de Plèbe
Le Consul de Rome fait maintenant son discours à la Plèbe sur le bilan de l'année écoulée. En fonction de celui-ci, la Plèbe est plus ou moins contente... Si elle est vraiment mécontente, elle envahit le Sénat : fin de la République, et du jeu par la même occasion.
La résolution de cette phase prend la forme d'un jet de dé modifié par divers facteurs : situation militaire, famines, popularité de l'orateur.

##### Phase de Sénat
La phase de Sénat est la phase la plus importante du tour de jeu.
Les joueurs votent pour se répartir les Charges de la République, que les Sénateurs occuperont pendant le reste du tour et le début du suivant. 
En premier, on élit les deux Consuls qui vont diriger Rome. Le Consul de Rome préside et fait les propositions de vote, le Consul Militaire conduit les armées. On élit ensuite le Censeur, qui rend la justice, et le Grand Pontife, chef de la religion, si celui-ci est décédé ou a été demis de ses fonctions (la charge de grand pontife est conservée à vie par le sénateur). Pour finir, on vote pour la répartition des concessions et charges, des proprétures et proconsulat (colonies) à administrer... Chaque Charge obtenue augmente l’influence du Sénateur qui l’obtient. 
Une fois le Censeur élu, celui-ci peut entreprendre des procès contre un ou plusieurs Sénateurs, accusés de complots, meurtres, ou plus couramment de détournement de fonds. Le sénateur reconnu coupable peut encourir des peines allant de la perte de son influence et de sa popularité à la mort, à moins qu'il ne s'exile. Il peut aussi faire appel à la foule, qui peut tout aussi bien le gracier en le portant aux nues que le lyncher purement et simplement. Cet appel est, comme tous les mouvements de la Plèbe, résolu par un jet de dé modifié par la popularité du sénateur.
Pendant la phase de Sénat peuvent intervenir à tout moment des tentatives d’assassinat, moyen ultime de se débarrasser d’un adversaire devenu trop puissant. Mais le Censeur veille...
C'est également pendant cette phase que les Sénateurs ayant obtenu suffisamment d'influence peuvent tenter de se faire élire Consul à Vie.
Le Sénat finit sa séance en levant des légions et des flottes (sur le budget de la Ville, évidemment) pour aller combattre les ennemis de Rome. Un ou plusieurs généraux sont désignés et envoyés au combat. 
En cas de danger plus que menaçant, les Consuls peuvent choisir, pendant cette phase, de nommer un Dictateur (pour un tour) qui pourra aller combattre, accompagné exceptionnellement d’un adjoint (historiquement le maître de cavalerie).

##### Phase militaire
Pendant cette phase on résout les combats menés par les troupes levées précédemment. Les combats sont résolus très simplement, par un jet de dés modifiés par les aptitudes militaires du général et de son adversaire, et parfois par certains facteurs inhérents à certains hommes d'État (par ex Scipion l'Africain possède un avantage face à Hannibal et aux Carthaginois). 
Il faut savoir que si gagner une guerre protège Rome, en revanche cela augmente la popularité et l'influence du général victorieux. De plus, aller à la guerre comporte des risques de décès ou de capture pour le général...

##### Phase de guerre civile
C'est durant cette ultime phase que les rébellions de généraux contre Rome peuvent être déclarées. Elles sont résolues comme les opérations militaires classiques.
C'est à cette phase que les cartes, excepté les machinations, peuvent être jouées (Hommes d'État, Concessions et Charges).
Les joueurs peuvent également s’échanger les cartes qu’ils ont en main.

### Fin de partie et vainqueur
La partie se termine si un joueur parvient à se faire élire Consul à Vie pendant la phase de Sénat, et à survivre jusqu'à la fin du tour, ou à prendre le pouvoir militairement en marchant sur Rome. La victoire peut aussi revenir au premier sénateur à obtenir le titre de Doyen du Sénat en obtenant 35 points d'Influence. Enfin la victoire peut aussi revenir au joueur rebelle si Rome s'effondre.
Cependant, la particularité du jeu réside dans le fait qu'il arrive très souvent que ce soit le jeu qui gagne. Cela arrive si, à la fin du tour :
- s'il y a quatre guerres au moins, entreprises ou non mais actives, en fin de tour : les tribus barbares envahissent Rome. Fin de Rome et de la République ;
- la plèbe se soulève à la suite d'un discours du magistrat suprême pendant la phase de plèbe : le Sénat est envahi, Rome sombre dans l'anarchie et tous les sénateurs sont lynchés (d'autant plus probable que l'Agitation Sociale est élevée) ;
- la République est ruinée (possible notamment avec les évènements qui peuvent couter 20 voire 50 au Trésor de Rome).